# Symetyt
Symetyt – odmiana bursztynu pochodząca z osadów miocenu Katanii na Sycylii. 
Zazwyczaj ciemno-czerwony, zdarzają się kawałki błękitne, fluoryzuje w najrozmaitszych kolorach.